# 洞院実夏
洞院 実夏（とういん さねなつ）は、南北朝時代の公卿。太政大臣・洞院公賢の次男。官位は従一位・内大臣（北朝）。

## 経歴
17歳で従五位下に叙せられ、間もなく元服して後醍醐天皇の侍従・左近衛少将となる。光厳天皇の治世下で一旦は従四位下にまで昇進するが、1333年の後醍醐天皇復位に伴って無効とされる。だが、僅か4か月で元に復帰して改めて権少納言に任じられた。その後、建武の新政において記録所に寄人として所属する。
足利尊氏が光明天皇を擁立して後醍醐天皇が吉野に逃れた際に、実夏は父と共に新帝に仕えるが、嫡男である兄・実世が南朝に参加したために廃嫡となり、次男の実夏が洞院家を継承する事になった。1337年、父が右大臣を辞任すると参議に昇進し、その年のうちに従三位となって公卿に列した。
以後、1340年に権中納言、1342年に正三位、 1346年従二位、1347年に権大納言、1355年に正二位へと昇進を重ねる。
1352年、観応の擾乱と正平一統の混乱の中で祖父・実泰が生前に公賢の後継者として定めていた叔父・実守（公賢の異母弟でその養子になっていた）が南朝に参候したのを機に実守が廃されて、実夏が新しい後継者となる。ところが、観応の擾乱に前後する南朝と北朝の京都の争奪戦に際して中立路線を取ろうとする公賢に対し、実夏はそれでは乗り切れないとして北朝（後光厳天皇）への参候を決断し、南朝軍に追われた後光厳天皇の京都脱出・美濃行幸に同行している。これをきっかけに、公賢は実夏が洞院家の故実の研究に不熱心であることに不満を抱き、実夏も1359年の京官除目で公賢の説に従った作法を用いた西園寺実俊を批判する事件を起こした。既に出家していた公賢は実守を北朝に復帰させて家督を譲ることを決意した。
1360年、父・公賢が没すると京都に戻っていた実守が公賢が持っていた筈の洞院家の文庫の印鎰を持って後継者として名乗りを上げたことから相論となる。後光厳天皇も実守の故実と実夏の忠節の間で判断に苦しみ、6月25日に家領の分割を命じて両者の共存を図る。ところが、室町幕府は天皇への忠節を自己への支持とみなす立場からこの問題に介入、最終的には2代将軍・足利義詮の武家執奏を受けてこの年の9月29日の勅裁によってようやく後継者としての地位を認められ、続いて左近衛大将・左馬寮御監を兼任する（その後、勅命によって実守が持っていた洞院家の文庫の印鎰は没収されて実夏に与えられている）。1362年、南朝軍が再び京都に入って後光厳天皇が再び行幸に迫られた時、実夏は天皇に同行して近江国に入り、実守は南朝に再度参候したことから、後光厳天皇は実守に与えた家領を没収して実夏に一円安堵した。ところが、この年の冬になって幕府は公賢が自分を後継者にしようとしていたと主張した正親町実綱との間で洞院家の家門・家領を分割を要請する武家執奏が行われて正親町家に家領の半分を奪われてしまった。
1363年には内大臣に昇ったが、1364年には病気を理由に役職を退き、代わりに従一位が与えられてその3年後に死去している。晩年、嫡男・公定と不仲になり、これを義絶してその弟・公頼を後継者に指名したところ、実夏死去直前の5月10日に急死してしまう。そのため、再度家督を狙う実守と公定の間で家督争いが再発した。
参議就任の翌年（1338年）から14年にわたって書かれた日記『実夏公記』が伝わっている。

## 系譜
- 父：洞院公賢
- 母：粟田光子 - 粟田光久の娘
- 妻：花園院中納言典侍 - 持明院保藤の娘
  - 長男：洞院公定（1340-1399）
- 妻：粟田光遠の娘
  - 三男：洞院公頼（1350-1367）
- 生母不明の子女
  - 次男：洞院公為 - 遁世
  - 男子：洞院公夏
  - 男子：実厳
  - 女子：理真
- 養子
  - 女子：洞院実世娘 -  鷹司冬通室
  - 女子：洞院実世娘 - 近衛道嗣正室、近衛兼嗣母